# Corydalis virginea
Corydalis virginea är en vallmoväxtart som beskrevs av Lidén och Z. Y. Su. Corydalis virginea ingår i släktet nunneörter, och familjen vallmoväxter. Inga underarter finns listade i Catalogue of Life.